# クールポコ。
クールポコ。は、ワタナベエンターテインメントに所属する日本のお笑いコンビ。

## メンバー
小野 まじめ（おの まじめ、1977年7月21日 - ）（48歳）
ボケ（搗き手）担当、立ち位置は向かって右。
- 東京都練馬区出身。本人曰く「なぁーにぃぃぃーー！！の日」生まれ。
- 身長170cm、体重87kg、血液型O型。
- 本名：小野 頼孝（おの よりたか）
- 目黒高等学校（現在の目黒学院高等学校）、青森大学社会学部卒業。
- 2008年から紅白の縦縞の模様の腹帯を着用している。
- ラグビーを高校・大学の7年間やっており、高校時代は東京大会で準決勝進出、大学では青森学生選抜メンバーにもなった。
- 多趣味であり、スキューバーダイビング、バイク（TWを所持）、アメ車、トランペット、大工、ケーキ作りと多岐にわたる。
- 特技は、ラグビー、スノーボード、スキー、クルージング、水上オートバイ、釣り、サバイバルゲーム、指相撲、パンスト綱引き、剣道（初段の資格有り）。スノーボードは、スノーボードクロスのTEITOカップ大会で、一般の部のセミファイナルまで進出している。
- 海が好きで、小型船舶操縦士1級免許、特殊小型船舶（水上オートバイ）免許を所持している。
- アマチュア無線技士4級の資格を保持している。
- KEMURIの大ファンで、「青春そのもの」という。他に好きなアーティストは10-FEET、パンクやスカパンクのバンド。
- 好きな漫画はONE PIECE。
- 好きなテレビドラマは北の国から、スクール☆ウォーズ。
- 2010年11月22日に5歳年下の元看護師の一般人女性と結婚した。
- 後輩と「Pay-Nee」というバンドを結成しており、ボーカルとトランペットを担当している。

せんちゃん（1977年8月4日 - ）（47歳）
ツッコミ（返し手）担当、立ち位置は向かって左。
- 東京都中野区出身。
- 身長183cm、体重87kg、血液型B型。
- 本名：仙庭 健太郎（せんば けんたろう）
- 趣味は、カクテル（過去カクテル協会に在籍していた）、スキューバーダイビング、映画。
- 特技は、サッカー、卓球。
- BiSH、黒夢（清春、SADS）、マキシマムザホルモン、X JAPAN、LUNA SEAのファン。
- 好きな漫画は三国志、GIANT KILLING。ドラゴンボール、NARUTO、幽☆遊☆白書、HUNTER×HUNTER。
- 2017年6月14日、飲食店に勤務する3歳下の一般人女性と結婚した。

## 来歴
インターネットの相方募集の掲示板で知り合う。当時、路上コントをしていたもののコンビは組まなかった。せんちゃんは別の相方と組んでいて小野はピンだったが、その後2000年11月にコンビを結成。
2001年10月に、せんちゃんがお菓子の紗々（ロッテ）が好きで、小野が清少納言が好きなところから取った『サシャナゴン』にコンビ名を改名。なお命名理由は後付けである。
最終的に現在のコンビ名は、事務所の先輩、名倉潤（ネプチューン）が名付けた。クールは2人の行きつけの美容室（蒲田駅東口「coeur」）の名前。ポコは名倉がせんちゃんの顔を見て決めた。なお、変更時期は不明だが、現在の公式プロフィールでは「クールポコ。」と語尾に「。」が付いている。「。」を付けた理由は占で「字画が12画より13画の方が人気の運が上がるため」。
ゼロ年代後半『爆笑レッドカーペット』などのネタ番組で杵と臼を用いた『真の男らしさとは何なのかを訴える』コンセプトのもちつきネタが受け一世を風靡した。
2016年9月、品川区東五反田にスナックバー「せんBar」を開店、二人で共同経営している。同じ事務所所属の後輩芸人がアルバイトとして入っている。
2023年現在もCM等に起用され、芸風が再評価されつつある。
芸人は年末年始に仕事が集中するが、特にクールポコは芸風からその傾向が強い。薄着のコスチュームであるが、屋外で雪が降る中でネタを行う事もしばしばあったと語っている。
2024年7月に自らの新会社を設立。ワタナベエンターテインメントとは業務提携。

## 芸風
杵と臼を使い、『餅搗きのスタイルで男らしく女にもてるところをついていく。』という芸風である。1ネタにつき杵は2回つく。
「餅を搗く」と「男らしい所を突く」を掛けている。
ネタの導入
前フリ
小野 - 「おーし!今日も一丁、搗いていくか!」
せんちゃん - 「へい!師匠、お願いします!」（ここで杵を小野に渡す。）
小野 - （杵をとった後）「よーし!じゃあ世の中にはどんな男がいるんだぁ!?」
本ネタ（一例）
せんちゃん - 「カッコつけて、フランス料理を食べてる男がいたんですよ〜」
小野 - 「な〜にぃ〜!? やっちまったな!!!!」
せんちゃん - 「男は黙って、」
小野 - 「握り飯!」
せんちゃん - 「男は黙って、」
小野 - 「握り飯!」
せんちゃん - 「あらら〜裸の大将かよ〜。」
小野 - 「次!」
※ 繰り返す
締め
小野 - 「本日は以上!!」
2人 - 「クールクールクールポコ! オス! あざした!!!」

## エピソード
2007年2月に自主的に東北行脚「男は黙って・みちのく旅」を決行。東北各県「福島・山形・宮城・秋田・岩手・青森」を廻り、「男とは何か」を探しながら、各県の主要駅で路上ライブをしたという。最後の青森では雪に降られながら青森駅前で路上ライブをした。そしてそれだけでは終わらず、さらに本州最北端の大間町まで行き、路上ライブを決行。前日に青森のローカル番組に出させてもらい、大間でのライブを告知したらしいが、見に来てくれた客は子供2人だけだった（しかもほとんどウケなかった）という。
ネタは二人で作っている。
初代の杵は2500円、臼は1000円で小野がヤフーオークションで購入したそうである（ちなみに送料は5000円）。入札者は小野だけしかいなかったという。レプリカではなく本物で、30kgもの重量がある。現在の二代目は強化プラスチックFRP製で8kgである。
せんちゃんは、小野曰く相当の「アホ」とのこと。初めて会ったその日、せんちゃん行きつけのラーメン屋に行くと、せんちゃんがスープまで飲んでから替え玉を注文し店員を呆れさせたと言う（ちなみに店員は替え玉と一緒にスープもくれたとのこと）。
水曜日のダウンタウンで「クールポコ。ネタをやり続ければマジで餅完成する説」では104ネタで餅が完成した。

### その他
最近ではバラエティ番組で別の芸人がセリフを噛んだりスベったりした時に、小野が「やっちまったな!」とツッコミを入れる事がある。
過去にラップ形式のネタを行っていた時期があった。2009年に『悪魔の連帯保証人』で取り上げられた際は本人達も当時のスタイルを忘れかけており、当時のネタ映像を見て恥ずかしさから苦笑していた。また染之助・染太郎のように和傘の上で毬や升を回す芸を練習していた。
小野のスタイルは事務所の先輩であるゴルゴ松本をイメージしており、『爆笑レッドカーペット』では「大師匠」として黄金の杵を持ったゴルゴとコラボネタを行なったことがある。
小野が実際にもてようとしてやったがふられた話を自分で締める、自虐ネタが存在する（ライブのみだったが、2008年6月11日の放送の爆笑レッドカーペットでも暴露した）。その時には「な〜にぃ〜!? 俺じゃねえか!!!」と返している。ネタ中の笑いが少ないときは小野が「今日の餅は固ぇようだなぁ!」とクッションを置いて次のネタに入ることもある。
歌手の山下達郎・竹内まりや夫妻 及び、紺野美沙子が彼らのファンである。
一発屋扱いされている節があり「タカトシ×くりぃむのペケ×ポン」の「旬ものはどれだ」のコーナーで「旬じゃない芸人ルーム」にいることが増えており、旬ものを当てられなかった芸人に「な〜に〜」、「やっちまったな〜」など彼らの芸を行わせることが定番になっている。

## 出演

### テレビ
- エンタの神様（日本テレビ） - キャッチフレーズは「杵と臼の男道（ダンディズム）」
- 笑いの金メダル（テレビ朝日）
- くるくるドカン〜新しい波を探して〜（フジテレビ）
- 爆笑オンエアバトル（NHK総合） - 戦績0勝2敗 最高337KB
- トリビアの泉 〜素晴らしきムダ知識〜（フジテレビ）
- ゲンセキ（TBSテレビ） - 「サシャナゴン」時代
- ひらめ筋GOLD（日本テレビ）
- ロンドンハーツ（テレビ朝日）
- お昼ですよ!ふれあいホール（NHK総合）
- お笑い登竜門ガッハ（フジテレビ）
- ウンナン極限ネタバトル! ザ・イロモネア 笑わせたら100万円（TBSテレビ） - 『ゴールドラッシュ』に出演、3週勝ち抜き本戦出場権獲得。
- ザ・プレゼンテーション（TOKYO MX）
- 爆笑レッドカーペット（フジテレビ） - キャッチフレーズは「これが男の生きる道」。

コラボカーペットで、慶やTIM（TIM側がコンビで1回、ゴルゴ松本のみで2回）やフォーリンラブバービー&アンガールズ田中卓志（小野のみ）と共演。
- メントレG（フジテレビ）
- 雨上がり決死隊のトーク番組アメトーーク!（テレビ朝日） - 不定期
- Touch! eco 2008 明日のために…55の挑戦?スペシャル（2008年6月8日、日本テレビ）
- 一攫千金!日本ルー列島（2008年6月20日・7月18日、フジテレビ）
- 爆笑問題のドッキリ パニックフェイス王（2008年9月9日、TBSテレビ）
- タモリのボキャブラ天国大復活祭スペシャル（2008年9月28日、フジテレビ） - キャッチコピーは「怒りの餅つき大会」
- もしも（2008年10月18日・25日、フジテレビ） - 「もしも自分勝手を禁止したら」をテーマに10日間紐につながれながら生活。
- 森田一義アワー 笑っていいとも!（2008年12月3日、フジテレビ）
- シャキーン!（NHK教育テレビ） - 3・3・7拍子
- すイエんサー! 冬休みは一家団らん!!スペシャル（2009年12月26日、NHK総合）
- お笑いDynamite!（TBSテレビ） - キャッチコピーは「餅つき男塾」
- 全種類。（2010年5月20日、TBSテレビ） - 「女の子でも笑える下ネタ仕分け」
- 先駆け情報局（テレビ埼玉）
- ペケ×ポン（フジテレビ） - 「旬モノはどれだ」のコーナー内の『旬じゃない芸人』として出演
- PON!（2011年1月4日、日本テレビ）
- キャくれ家（2011年1月14日、朝日放送）
- 大!天才てれびくん（2011年4月27日、NHK教育） - 『札式蹴り野球』に出演
- TV・局中法度!（2013年2月23日、テレビ神奈川・千葉テレビ放送・テレビ埼玉・サンテレビジョン） - 小野のみ、「城熱大陸」の稲葉正勝 役
- AKBINGO!（2014年5月17日、日本テレビ）
- 欅って、書けない?（2018年1月8日、テレビ東京）
- わらたまドッカ〜ン（2018年6月25日、NHK Eテレ）
- スマートフォンデュ （2018年8月30日、テレビ朝日）
- 勇者ああああ（テレビ東京） - 旧コンビ名「サシャナゴン」として出演
- 有田P おもてなす（NHK総合）

#### テレビドラマ
- 好好!キョンシーガール〜東京電視台戦記〜 第3話（2012年10月26日、テレビ東京）
- ボクの妻と結婚してください。 第2話（2015年5月17日、NHK BSプレミアム） - 本人役
- 最高のオバハン 中島ハルコ 第2シリーズ 最終話（2022年12月11日、東海テレビ）
- 連続テレビ小説 らんまん 第36回・第39回・第118回（2023年5月22日・25日・9月13日、NHK） - 脇田伝助 役（小野）、配達員 役（せんちゃん）[29]
- 大河ドラマ べらぼう〜蔦重栄華乃夢噺〜 第22回（2025年6月8日、NHK） - 餅をつく人 役（小野）、餅をこねる人 役（せんちゃん）[30]

### ラジオ
- 赤坂泰彦のディア・フレンズ（2008年10月23日、TOKYO FM） - 爆笑アカサカーペット
- J-BREAK （2020年7月2日、ZIP-FM）

### CM
- エイチ・アイ・エス
- 株式会社ラルズネット（不動産★連合体）
- アオキーズ・ピザ（東海地区のみ）
- 帝都運転代行（岩手県ローカル・ふじポンと共演）
- 高野山スズキ（山口県ローカル）
- 秀光ビルド
- 明治『即攻元気』（2020年） - 小野は上半身裸ではなくTシャツと法被を着用。
- 資生堂 ウーノ バイタルクリームパーフェクション『なーにー?』」篇（2019年）[31]
- 明星食品 ロカボNOODLES（2023年）
- サントリー - ペプシ 『ペプシ BIG〈生〉「全額返金シール やす子とクールポコ。」篇』（2023年）[32]